# Глутатионредуктаза
Глутатионредуктаза (КФ 1.8.1.7 Архивная копия от 26 мая 2011 на Wayback Machine, англ. Glutathione reductase) — фермент, восстанавливающий дисульфидную связь окисленного глутатиона GSSG до его сульфгидрильной формы GSH. Восстановление глутатиона происходит за счёт энергии НАДФ-Н, образующегося в пентозном пути. В таких клетках как эритроциты, которые постоянно подвержены высокому оксидативному стрессу, до 10% потребляемой глюкозы используется на восстановление глутатиона глутатионредуктазой.

## Реакция
GSSG + НАДФН + Н+ → 2GSH + НАДФ

## Структура
Глутионредуктаза состоит из 2 одинаковых субъединиц с молекулярной массой 50-55 кДа, полость между которыми в ходе реакции занимает окисленный глутатион. На одном конце каждой субъединицы расположен кофермент флавинадениндинуклеотид, на другом — НАДФН-связывающие участки. Глутатионредуктаза эритроцитов человека (мол. масса 103278 Да, 478 аминокислот на мономер) содержит по 30% α-спиралей и β-структур. 